# Dumitru Bacu
Dumitru Bacu (n. 14 februarie 1925, Ano Grammatiko, Pella⁠(d), Macedonia și Tracia⁠(d), Grecia – d. 15 octombrie 1997, Paris, Franța) a fost un memorialist și un poet aromân (considerat ca aparținând literaturii române).
S-a remarcat ca fiind primul în ordine cronologică ce a demascat în Lumea occidentală ororile reeducării din România comunistă. Carte sa Pitești - centru de reeducare studențească, publicată în Occident în 1963, s-a impus ca o carte de referință în domeniu.

## Biografie
S-a născut la 14 februarie 1925 în localitatea Gramaticova din regiunea Vodena, Macedonia, în familia preotului aromân Constantin și a Hridei Bacu. A urmat școala primară în satul natal și apoi Liceul Românesc din Grebena, pentru a ajunge în cele din urmă la Școala Comercială Românească din Salonic. A emigrat ulterior în România, luându-și bacalaureatul la Constanța în 1943 la Liceul „Mircea cel Bătrân”, apoi s-a înscris la Institutul Politehnic din București.
Spre sfârșitul anilor 1950 a ales să activeze în rezistența anticomunistă din România, astfel că în anul 1949, Dumitru Bacu a fost arestat de securitate și a trecut succesiv prin închisorile de reeducare din Timișoara, Jilava, Gherla, Canalul Dunăre-Marea Neagră, Constanța, Pitești, Aiud și București.
Conform lui Ion Coja a fost arestat mai înainte de a apuca să-și ia cetățenia română. Aceasta l-a făcut să beneficieze datorită faptului că era cetățean al Greciei care, aparținea blocului occidental, de eliberare din închisoare ca efect al obligației asumate de România de a elibera deținuții politici care nu erau cetățeni români, odată cu intrarea țării în Organizația Națiunilor Unite. S-a căsătorit după eliberare cu Marica Pundichi și în 1958, împreună cu familia, a plecat mai întâi în Grecia, apoi în Franța, unde s-a stabilit la Paris. Aici, a găsit de lucru la imprimeria lui Ion Cușa, unde a lucrat la tipărirea materialelor care relatau despre situația din România.

## Critic al reeducării comuniste
S-a aflat printre personalitățile exilului românesc aflate la Paris care, au dezvăluit lumii libere calvarul torturii practicate între 1949 și 1953 la Penitenciarul Pitești. Astfel, conform istoricului Mircea Stănescu, lucrarea sa Pitești, centru de reeducare studențească se înscrie printre lucrările fundamentale care au defrișat subiectul reeducării în România comunistă (alături de cele ale lui Paul Goma: Gherla și Les chiens de mort și Virgil Ierunca: Pitesti, laboratoire concentrationnaire (1949-1952) și Le phénomène concentrationnaire en Roumanie).
Cronologic, a fost primul care a scris, în 1963, despre torturile asociate reeducării atât la Pitești cât și la Gherla sau la Canal, apelând pentru aceasta la mărturisirile făcute lui în timpul perioadei petrecute în închisoare, de către victime, succesiv epocii în care acestea avuseseră loc. Impunânându-se ca material de referință pentru mai multe decenii, ulterior, lucrarea sa a servit ca material de bază pentru documentare la cartea lui Virgil Ierunca, Fenomenul Pitești.
Cu toate că Bacu însuși nu a fost deținut în închisoarea de la Pitești în epoca reeducării de acolo, este de menționat că lucrarea sa a reprezentat o breșă într-un subiect considerat până atunci tabu, în spațiul românesc (a fost cel care a rupt tăcerea asupra respectivului subiect). Cu toate acestea lucrarea sa, care prin ea însăși nu reprezintă o mărturie autobiografică, are practic un caracter de colportaj și a apărut prea devreme (în 1963) pentru a  determina și alte mărturii și a sensibiliza opinia publică pe un subiect încă necunoscut la acea vreme.

## Opera
- „Aiud“ în 1961 și  „Ofranda“ (1963) două volume de versuri publicate la Madrid în  1961   în Colecția „Dacoromania
- Volumul „Pitești - centru de reeducare studențească“  în 1963 la Madrid; în 1971, în engleză, la editura  Englewood, CO ; 1989, Cuvântul Românesc,
- Alte volume: „Acolo șezum și plânsem" (1964),
- „Cântiti tra niagarsiri“ - Cântece de neuitat (1996, București Editura Fundației Culturale Aromâne „Dimândarca Părintească“, îngrijit și postfațat de Hristu Cândroveanu.)